# Менделевич, Исаак Абрамович
Исаак Абрамович Менделе́вич (1887—1952) — русский и советский скульптор, большая часть работ — в жанре портрета. Лауреат Сталинской премии второй степени (1942). Член Ассоциации художников революционной России.

## Биография
И. А. Менделевич родился 4 (16 ноября) 1887 года в Москве в семье ремесленника. Брат поэта-сатирика Родиона Менделевича. Окончил городское училище. По рекомендации скульптора А. С. Голубкиной поехал в Париж. В 1909—1911 годах занимался в Академии Коларосси в Париже, затем изучал классическую скульптуру в Риме.
В 1911 году вернулся в Москву.
В 1915 году участвовал в выставке, прошедшей в Петербургской академии художеств, где были показаны несколько работ скульптора из дерева, а также скульптура «Смех», созданная в 1913 году. Эта скульптура получила первую премию Общества поощрения художеств.
После Октябрьской революции скульптор поддержал новую власть. С 1918 года скульптор участвовал в осуществлении плана «монументальной пропаганды». В рамках этого плана Менделевич разработал скульптуру Виктора Гюго для установки на одной из площадей Москвы. Основание памятника должно было быть обрамлено барельефами с изображениями персонажей произведений Гюго. К сожалению, скульптура Гюго пропала во время пожара в мастерской скульптора.
Умер в 1952 году. Похоронен в Москве на Новодевичьем кладбище (участок № 2).
Скульптор В. Е. Цигаль в своей книге «Не переставая удивляться» (М., 1986, стр. 38-43) поделился воспоминаниями о нём.

## Семья
- Жена (с 1922 года) — Евгения Зискинд (в первом браке Гольдштейн), художница-прикладница. Приёмная дочь — скульптор Аста Бржезицкая.

## Стиль скульптора
Несмотря на моду на кубизм и другие направления беспредметного искусства, остался приверженцем реализма. Ранние работы Менделевича содержали элементы модернизма. В частности, это «Сон» (1914 г.) и «Весна» (1916 г.), экспонировавшиеся на выставках художественных объединений «Московский салон», «Свободное творчество» и иных.
Творческий потенциал Иосифа Менделевича раскрылся в портретной скульптуре. Он изготовил бюсты многих ярких деятелей творческой интеллигенции, с большей частью которых поддерживал отношения. Работая над портретами этих людей, Менделевич пытался не слепо скопировать их образ, но и передать характер. Поэтому, делая бюст Вахтангова, он наблюдал за его режиссёрской работой.

## Творчество
скульптурные композиции
- Голова рабочего (1912)
- «Смех» (1913)
- «Сон» (1914)
- «Весна» (1916)
- «Смеющийся красноармеец» (1924)
- «Лётчики» (1932)
- «Три поколения» (1937)

скульптурные портреты

- Данте (1913)
- Е. Б. Вахтангова (1924)[2]
- И. И. Бродского[3]
- В. Д. Поленова (1916)
- А. И. Свирского (1916)
- Т. А. Покровской (1916)
- М. И. Коган-Либсон (1916 г.)
- артистической династии П. М. Садовского (1918)[4]
- П. А. Алексеева
- К. Либкнехта
- Р. Люксембург
- В. Гюго
- М. В. Фрунзе (1922)
- А. Д. Цюрупы (1926—1927)
- С. М. Будённого (1927)
- Ф. Э. Дзержинского (1936)
- М. М. Громова (1938)[5]
- В. И. Немировича-Данченко (1942)[6]
- М. М. Тарханова[7]
- А. А. Хоравы[6]
- И. М. Москвина[6]
- В. Д. Лавриненкова[6].

памятники
- В. И. Ленину (1924, 1927)
- В. И. Ленину в Казани (1932)
- Н. Э. Бауману[8]
- В. П. Чкалову в Горьком (1939)[9]
- Г. К. Орджоникидзе[6]
- С. А. Чаплыгину[6]

## Награды и премии
- Сталинская премия второй степени (1942) — за памятник В. П. Чкалову в Горьком (1939)[10]